# Anna Maria Hinel

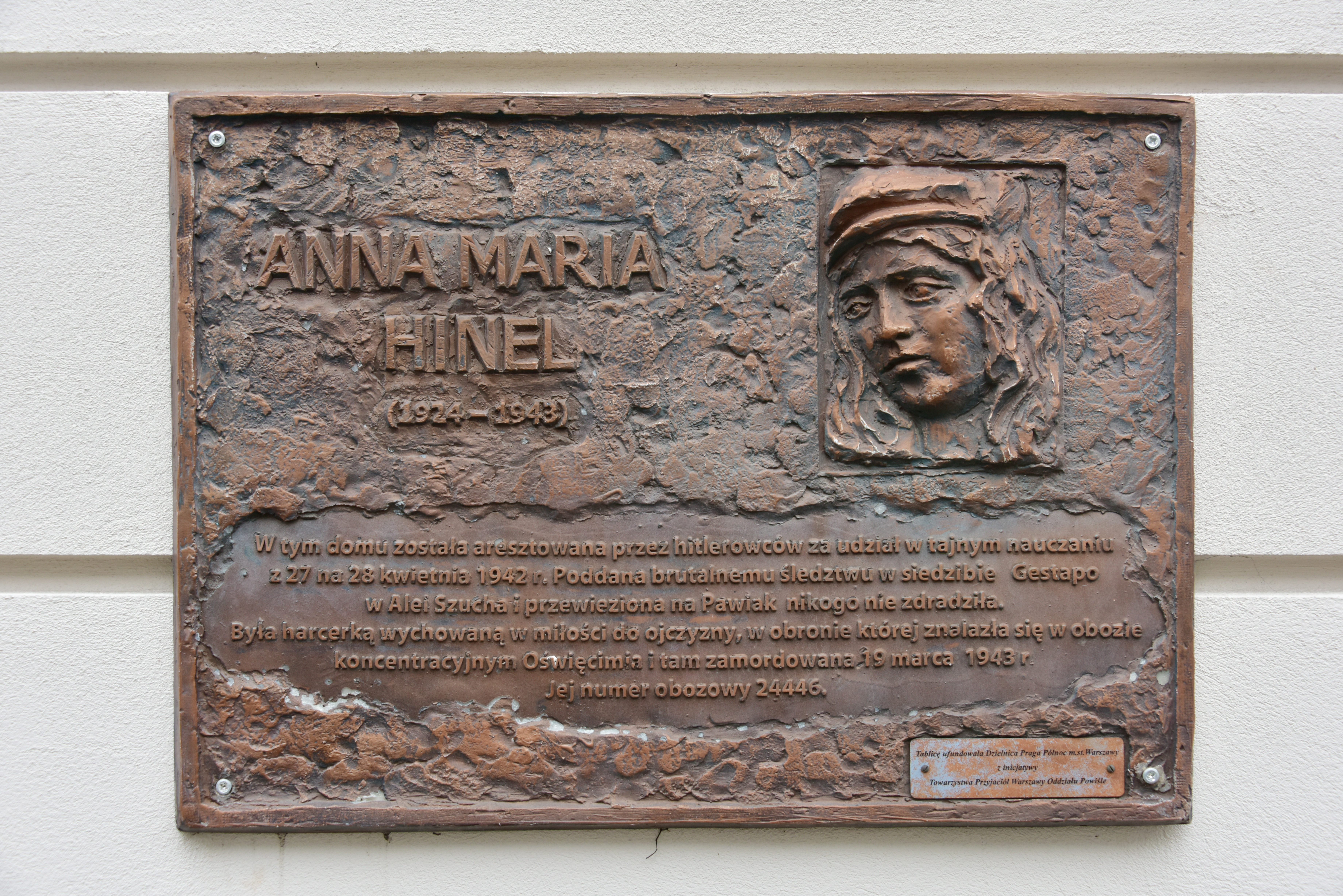
Tablica upamiętniająca Annę Marię Hinel na budynku przy ul. Floriańskiej 8 w Warszawie

Anna Maria Hinel (ur. 31 stycznia 1924 w Warszawie, zm. 19 marca 1943 w KL Auschwitz-Birkenau) – polska działaczka konspiracji niepodległościowej w czasie II wojny światowej, harcerka, autorka pamiętnika z okresu okupacji niemieckiej.

## Życie i działalność
Była uczennicą stołecznego Gimnazjum im. Królowej Jadwigi, do wybuchu wojny ukończyła trzecią klasę. W czasie wojny kontynuowała naukę w ramach tajnych kompletów prowadzonych przez nauczycieli swojej dawnej szkoły. Razem ze swoimi nauczycielkami i koleżankami ze szkoły działała w Wydziale Łączności Konspiracyjnej ZWZ-AK. Została aresztowana w wyniku rozpracowania swojej komórki wraz z koleżankami ze szkoły i dwoma nauczycielkami. Do aresztowania doszło 28/29 kwietnia 1942 r., w jej mieszkaniu przy ul. Floriańskiej w Warszawie. Przetrzymywana była następnie w więzieniu kobiecym Serbia i poddawana śledztwu w siedzibie gestapo w Alei Szucha w Warszawie. 13 listopada 1942 r., została deportowana do obozu koncentracyjnego KL Auschwitz-Birkenau, gdzie zmarła 19 marca 1943 r.
Wiele lat po śmierci córki, pod podłogą mieszkania na ul. Floriańskiej, jej ojciec odnalazł jej pamiętnik pisany od 30 września 1939 r. do 5 sierpnia 1940 r. Od marca 2013 r., znajduje się on w zbiorach Państwowego Muzeum Auschwitz-Birkenau w Oświęcimiu.

## W kulturze
Stanisław Majewski napisał na podstawie pamiętnika Anny Marii Hinel książkę pod tytułem "Anna Maria" zekranizowaną w 1981 r., przez Ludmiłę Niedbalską pod tytułem "Uczennica". W filmie wystąpili między innymi: Ewa Serwa, Barbara Rachwalska, Wiesława Mazurkiewicz, Teresa Lipowska, Jerzy Kryszak, Tomasz Zaliwski, Jacek Borkowski, Wieńczysław Gliński, Jacek Kałucki i Tomasz Stockinger.

## Upamiętnienie
Na budynku przy ul. Floriańskiej 8 w Warszawie, gdzie mieszkała, została aresztowana i gdzie został odnaleziony jej pamiętnik, znajduje się poświęcona jej tablica.